# Play International
 (janvier 2013).
Si vous disposez d'ouvrages ou d'articles de référence ou si vous connaissez des sites web de qualité traitant du thème abordé ici, merci de compléter l'article en donnant les références utiles à sa vérifiabilité et en les liant à la section « Notes et références ».
Play International est une ONG fondée en 1999 qui intervient auprès des enfants par l'éducation sportive.

## Principes
PLAY International développe depuis 1999 des programmes d’éducation par le sport pour les publics marginalisés en situation difficile victimes de la guerre et de la pauvreté dans le monde. Elle utilise le sport comme un outil éducatif et thérapeutique, mais aussi comme moyen d'inclusion sociale.[réf. nécessaire]

## Organisation
L'association a rejoint le Groupe SOS en 2009. Elle a organisé des missions dans plus de 10 pays. Aujourd'hui, seules quatre missions sont encore effectivement actives : Kosovo, Burundi, Sénégal, France. Au cours des 20 dernières années, PLAY International est également intervenue en Afghanistan, Bolivie, Inde, Togo,et au Sri Lanka[réf. nécessaire]. 
L'association compte 45 salariés et 200 volontaires. Elle possédait dans le passé un bus itinérant qui a pour but de sensibiliser les jeunes à la solidarité internationale.

## Réalisations
Dans les missions internationales réalisées par l'association, à la suite d'une demande locale et qui se déroulent sur plusieurs années, des installations sportives sont construites ainsi que la formation sur place d'éducateurs sportifs.
L'association organise aussi des "tournois citoyens" composés d'une rencontre sportive suivie d'un débat afin de sensibiliser les populations locales sur des problématiques liées à la santé, l'hygiène, l'environnement, en association avec les acteurs locaux.